# Домажлице
Домажлице, устар. Домажлицы (чеш. Domažlice [ˈdomaʒlɪtsɛ]), бывш. Таус (нем. Taus) — город на юге Пльзенского края Чешской Республики. Является муниципалитетом с расширенными полномочиями и административным центром района Домажлице. Центр этнографического региона Ходская область (чеш. Chodsko, нем. Chodenland).
Расстояние до столицы края Пльзеня — 53 км.

## История
В X веке здесь возникла крепость. К этому же веку относится её первое упоминание. Во время правления Пржемысла Оттокара II крепость получила статус города
, были построены укрепления для защиты чешско-баварской границы.
В XV веке Чехию захлестнули Гуситские войны. На стороне Гуса выступило чешское население Домажлице; немцы были вынуждены покинуть город. В 1431 году в окрестностях Домажлице гуситские войска победили имперскую армию.
В начале 1547 году Домажлице присоединилось в восстанию против власти Габсбургов, под власть которых он попал вместе со всей Чехией. В Тридцатилетней войне город держал сторону Фридриха Пфальцского и сильно пострадал. От последствий войны Домажлице восстановился лишь к концу XVII века.
В XVIII — начале XIX века в городе, хотя и очень медленно, начала развиваться промышленность, появляются общественные здания. Были снесены городские укрепления.
В 1939 году Домажлице благодаря преобладанию чешского населения, остаётся на территории протектората Богемии и Моравии. В 1945 году освобождён американской армией. Во время изгнания немцев из Чехословакии летом 1945 убито 200 немцев.
После падения коммунистического режима в 1989 году город стал динамично развиваться: увеличился приток туристов, В 1990—2000 годах были отреставрированы здания исторического центра города.

## Достопримечательности
- Храм Рождества Пресвятой Девы Марии (вторая половина XIII века)
- Ходский замок
- Ратуша (1893)
- Церковь Успения Пресвятой Богородицы (вторая половина XIII века, перестроена в 1774—1787 годах)
- Церковь Св. Лаврентия (1775)
- Галерея Шпиллар

## Население
| Год  | Численность | Численность |
| ---- | ----------- | ----------- |
| 1869 | 7319        | [ 7 ]       |
| 1880 | 7364        | [ 8 ]       |
| 1890 | 8046        | [ 7 ]       |
| 1900 | 7907        | [ 7 ]       |
| 1910 | 8555        | [ 7 ]       |
| 1921 | 7678        | [ 8 ]       |
| 1930 | 9068        | [ 8 ]       |
| 1950 | 8995        | [ 7 ]       |
| 1961 | 7723        | [ 7 ]       |
| 1970 | 9044        | [ 7 ]       |
| 1980 | 11 256      | [ 7 ]       |
| 1991 | 11 519      | [ 7 ]       |
| 2001 | 11 048      | [ 7 ]       |
| 2011 | 10 997      | [ 7 ]       |
| 2014 | 11 110      | [ 9 ]       |
| 2016 | 11 163      | [ 10 ]      |
| 2017 | 11 177      | [ 11 ]      |
| 2018 | 11 233      | [ 12 ]      |
| 2019 | 11 150      | [ 13 ]      |
| 2020 | 11 094      | [ 14 ]      |
| 2021 | 11 056      | [ 15 ]      |
| 2022 | 10 749      | [ 16 ]      |
| 2023 | 11 010      | [ 17 ]      |
| 2024 | 11 155      | [ 18 ]      |
| 2025 | 11 133      | [ 4 ]       |

## Города-побратимы
- Людр, Франция
- Фурт-Гётвайг, Австрия
- Фурт-им-Вальд, Германия

## Известные уроженцы
- Пельнарж, Йосеф (1872–1964) – чешский врач-терапевт, академик Чехословацкой АН. Почётный гражданин города.

## Галерея

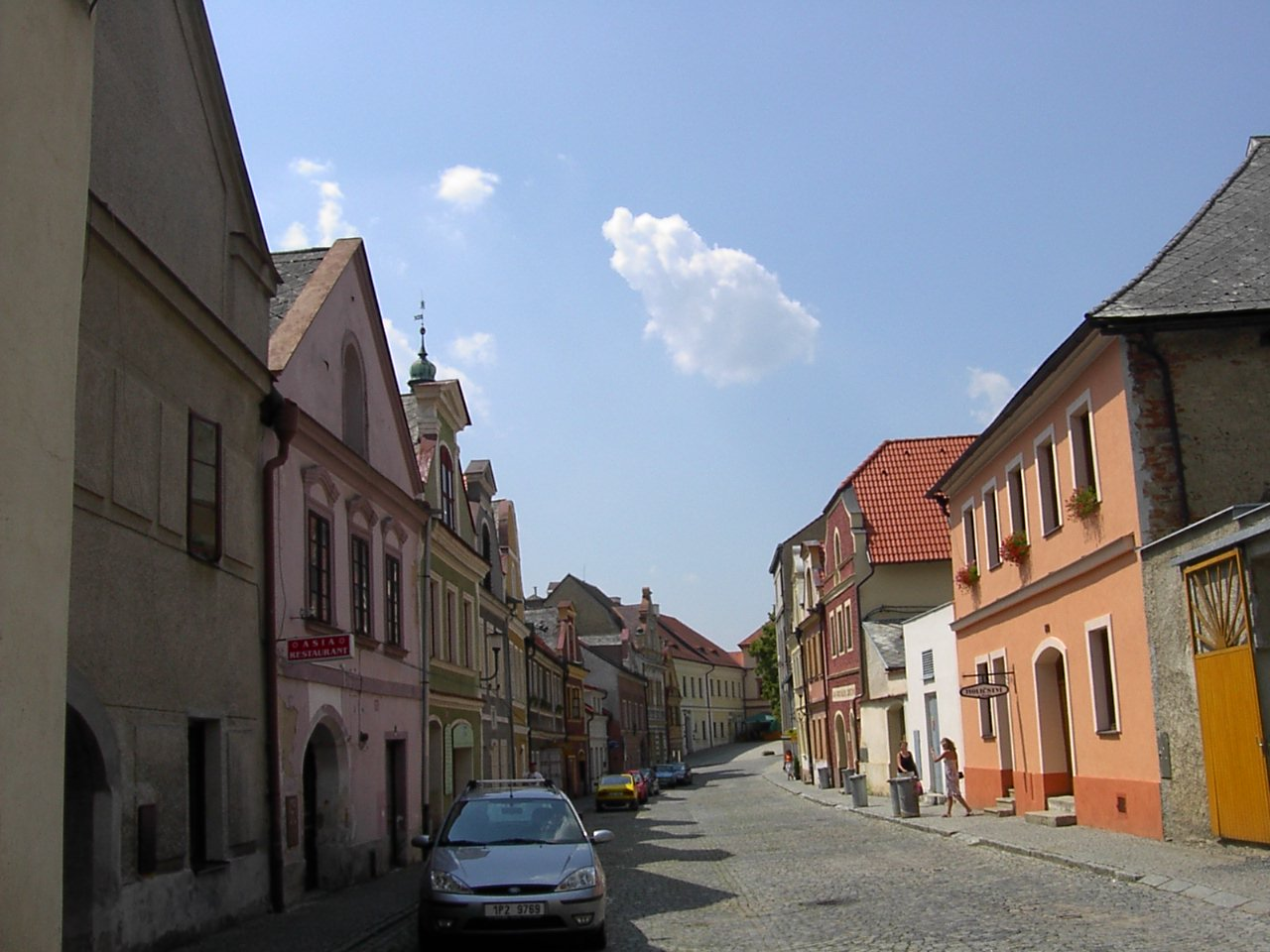
Историческая часть города
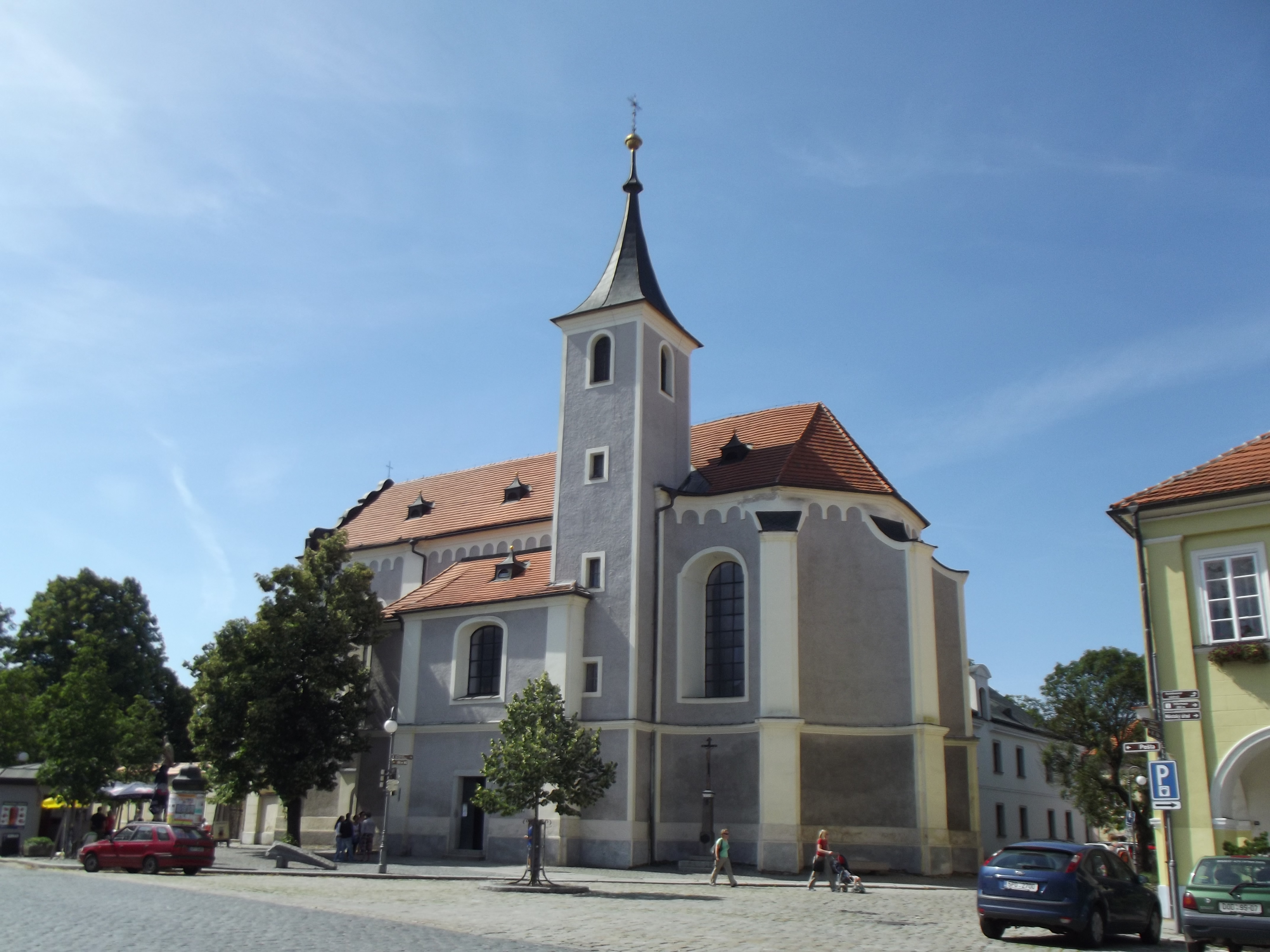
Костёл Рождества Пресвятой Девы Марии
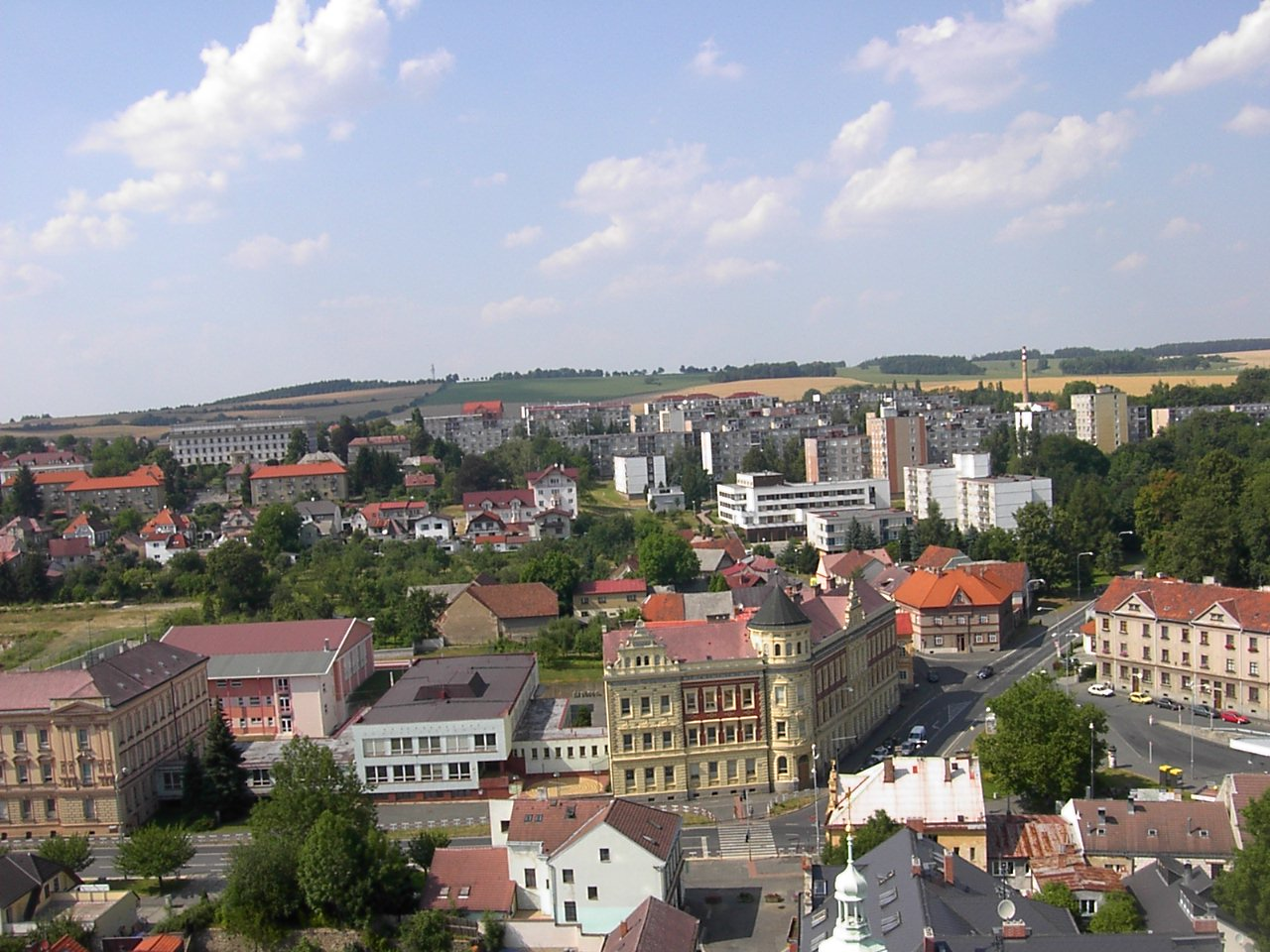
Вид на город
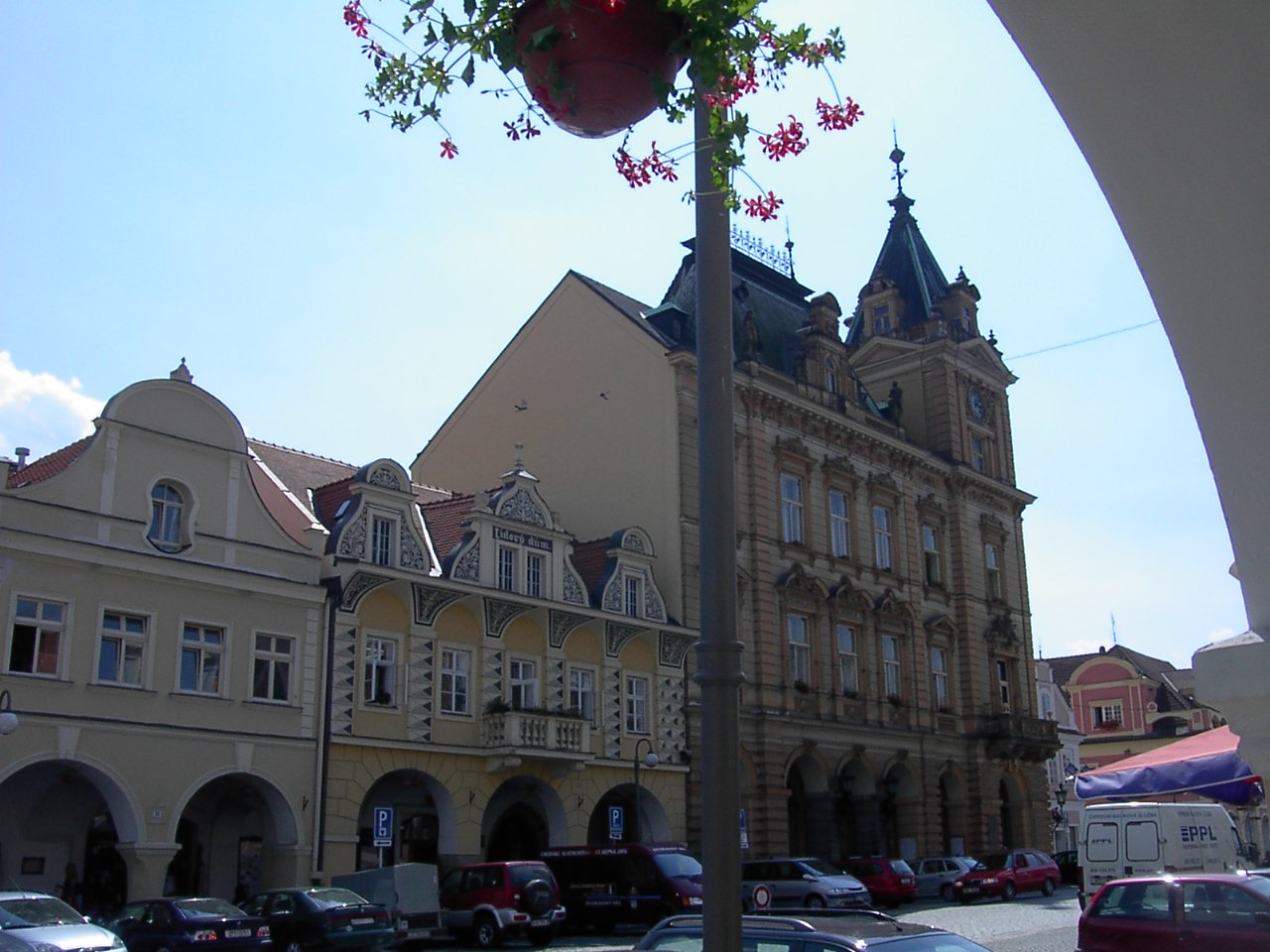
Ратуша